# Ronald Binge
Ronald Binge född 15 juli 1910 i Derby, död 6 september 1979 i Ringwood i Hampshire, var en engelsk kompositör och textförfattare. Han har varit verksam under pseudonymnamnet Ronnie Blake.
En av hans mest kända sånger är Elisabeth serenad.